# Мастер святого Ильдефонса

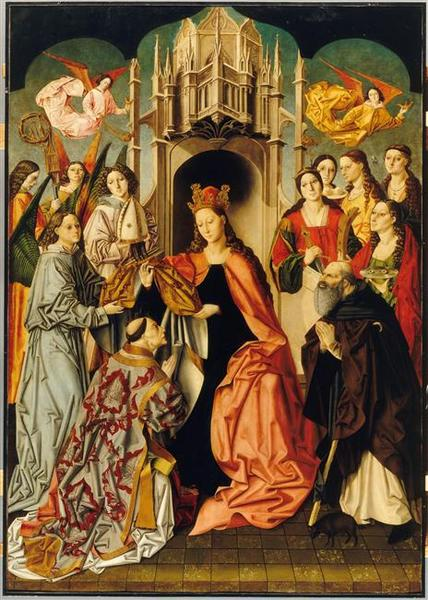
Вручение ризы святому Ильдефонсу

Ма́стер свято́го Ильдефо́нса (фр. Maître de Saint Ildefonse, исп. Maestro de San Ildefonso) — условное именование анонимного испано-фламандского художника, работавшего в последней четверти XV века в Вальядолиде. Термин был введён Чандлером Р. Постом при исследовании картины «Вручение ризы святому Ильдефонсу», приобретённой Лувром в 1904 году.
Помимо Луврской картины известны четыре другие, которые предположительно написаны кистью этого художника и все они представляют собой части одного иконостаса. Картины изображают святого Афанасия, святого Людовика Тулузского (обе находятся в собрании Национального музея скульптуры в Вальядолиде), апостолов Иакова и Андрея и апостолов Петра и Павла (в собрании Государственного музея искусств в Копенгагене). По мнению Хосе-Марии Аскарате, «эта серия картин представляет собой один из прекраснейших образцов испано-фламандского искусства благодаря своему пластическому чувству, богатству красок, торжественности и идеализму».
Хосе Гудиоль Рикарт идентифицировал Мастера святого Ильдефонса с Санчо де Саморой — автором «Посвящения Богородицей святой Елисаветы» и «Марии Магдалины», написанных по заказу Альваро де Луны для Сантьягской капеллы Толедского собора. Авторы обоих произведений имеют определённые стилистические подобия в изображении монументальных фигур и складок одежды, что приближает Мастера святого Ильдефонса к Мастеру Авилы — подобную идентификацию проводила в том числе Пилар Сильва Марото.

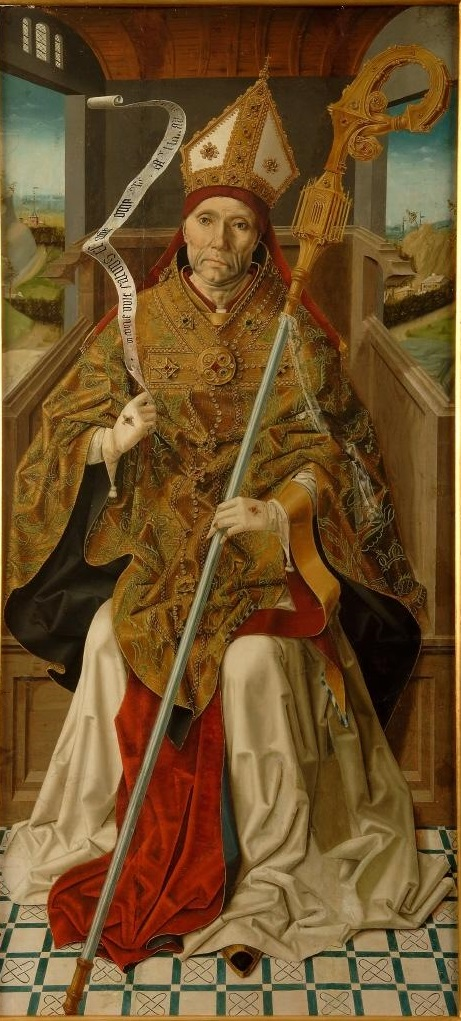
Святой Афанасий
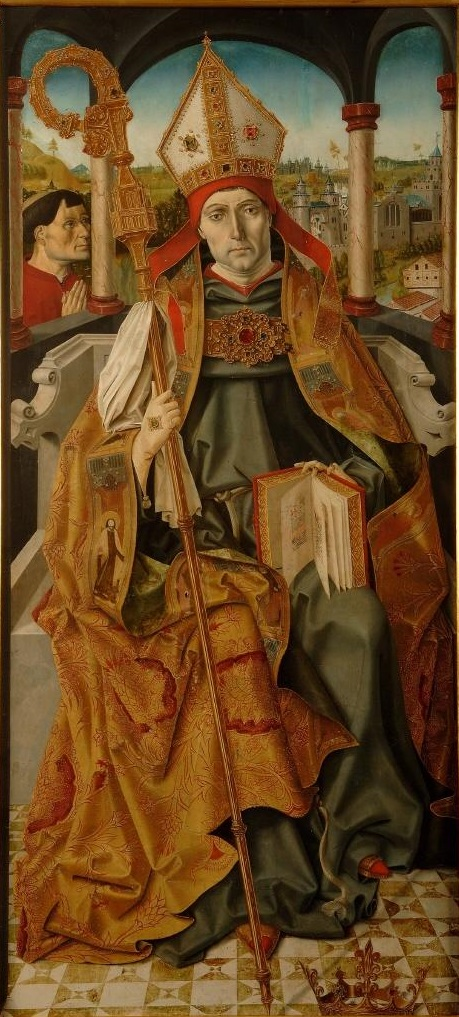
Святой Людовик Тулузский
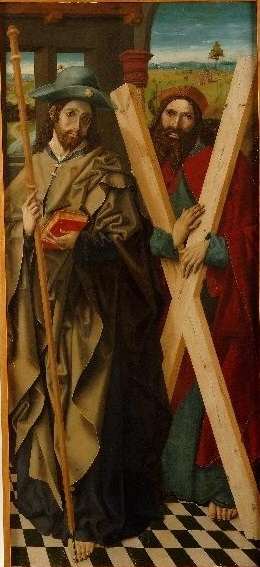
Апостолы Иаков и Андрей
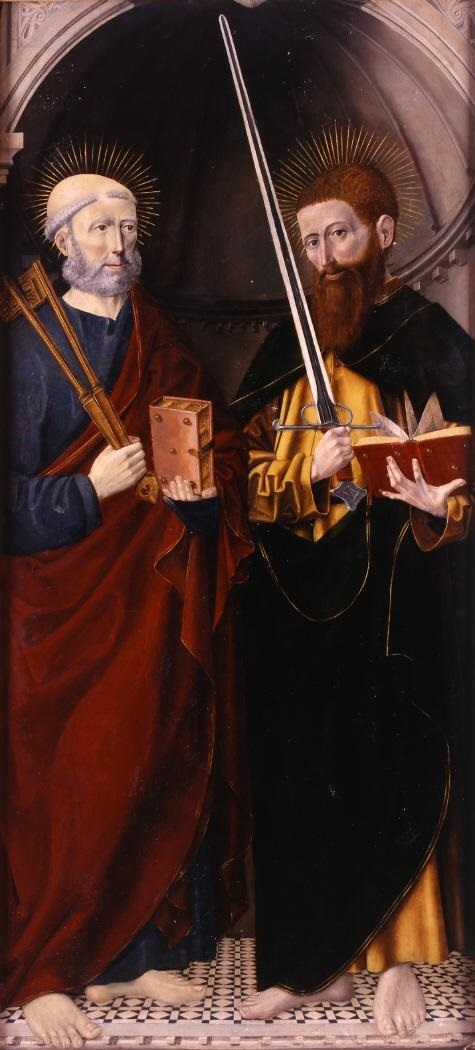
Апостолы Пётр и Павел